# Мотовун
Мотовун (хорв. Motovun) — місто, розташоване на хорватському півострові Істрія за 30 км від узбережжя Адріатичного моря.
Місто розташоване на вершині пагорба висотою 277 м, біля підніжжя якого тече річка Мирна.

## Історія
Спочатку тут оселилися іллірійські племена. Мотовун відомий однойменною середньовічною фортецею, яка була споруджена після того, як місто потрапило під владу Венеції у 1278 р. У цей же період стара частина міста набула свого сьогоднішнього зовнішнього вигляду. Згідно з легендою засновником міста був велетень на ім'я Вели Єжи, який і став згодом його покровителем. За часів правління Венеційської республіки у Мотовуна з'явився міський символ — зображення лева з закритою книгою. Цей символ зберігається досі. Фортеця була побудована на невеликому пагорбі, місто розвивалося в межах фортечних стін, поступово спускаючись по схилах пагорба до підніжжя.

## Населення
Населення громади за даними перепису 2011 року становило 1 004 осіб. Населення самого поселення становило 484 осіб.
Динаміка чисельності населення громади:
Динаміка чисельності населення центру громади:

## Населені пункти
Крім поселення Мотовун, до громади також входять: 
- Бркач
- Калдир
- Светий Бартул

## Клімат
Середня річна температура становить 12,95°C, середня максимальна – 26,54°C, а середня мінімальна – -1,44°C. Середня річна кількість опадів – 1065 мм.
| Клімат поселення                              | Клімат поселення | Клімат поселення | Клімат поселення | Клімат поселення | Клімат поселення | Клімат поселення | Клімат поселення | Клімат поселення | Клімат поселення | Клімат поселення | Клімат поселення | Клімат поселення | Клімат поселення |
| Показник                                      | Січ.             | Лют.             | Бер.             | Квіт.            | Трав.            | Черв.            | Лип.             | Серп.            | Вер.             | Жовт.            | Лист.            | Груд.            |                  |
| Середній максимум, °C                         | 9,56             | 10,38            | 13,64            | 16,97            | 21,96            | 25,97            | 26,54            | 26,14            | 21,78            | 17,12            | 12,06            | 8,78             |                  |
| Середня температура, °C                       | 4,07             | 4,88             | 8,14             | 11,47            | 16,45            | 20,47            | 22,80            | 22,39            | 18,02            | 13,36            | 8,29             | 5,04             |                  |
| Середній мінімум, °C                          | −1,44            | −0,62            | 2,63             | 5,96             | 10,95            | 14,96            | 19,04            | 18,63            | 14,26            | 9,60             | 4,54             | 1,29             |                  |
| Норма опадів, мм                              | 74               | 59               | 76               | 87               | 83               | 95               | 65               | 92               | 104              | 119              | 116              | 95               |                  |
| Середньомісячна швидкість вітру, м/с          | 2.04             | 2.30             | 2.40             | 2.44             | 2.20             | 2.10             | 2.10             | 2.04             | 2.05             | 2.26             | 2.28             | 2.18             |                  |
| Середньомісячна сонячна радіація, кДж/м²·день | 4432             | 7430             | 10664            | 15067            | 19185            | 21047            | 21951            | 18705            | 13864            | 8954             | 4896             | 3743             |                  |
| --------------------------------------------- | ---------------- | ---------------- | ---------------- | ---------------- | ---------------- | ---------------- | ---------------- | ---------------- | ---------------- | ---------------- | ---------------- | ---------------- | ---------------- |
| Джерело:                                      |                  |                  |                  |                  |                  |                  |                  |                  |                  |                  |                  |                  |                  |

## Економіка
У долині Мотовуна відсутні заводи і фабрики, тільки виноробні угіддя та фермерські господарства, що робить цю долину локальним центром еко-туризму.
Основними сувенірами з цього міста є місцеві сорти вин і коньяків, а також трюфелі.

## Пам'ятки
Входом в Мотовун служить міська брама. Старовинні внутрішні ворота, на яких красуються леви Марка, ведуть на ринкову площу, до церкви Святого Стефана. Будівля була спроєктована відомим архітектором Андреа Палладіо.
До пам'яток Мотовуна відносяться сходи, які ведуть від підніжжя пагорба до головної площі міста, і вважаються найдовшими сходами півострова. З 1999 року в липні для залучення туристів і розвитку культурного життя міста в Мотовун проводиться кінофестиваль, а в жовтні проводиться фестиваль трюфелів.
Між Мотовуном і містом Опрталь знаходиться лісовий масив-заповідник «Мотовунський ліс» — єдиний заплавний ліс Середземномор'я, що залишився недоторканим.

## Відомі люди
У Мотовуні народився Маріо Андретті — американський автогонщик італійського походження, чемпіон світу з автоперегонів у класі Формула-1.

## Галерея

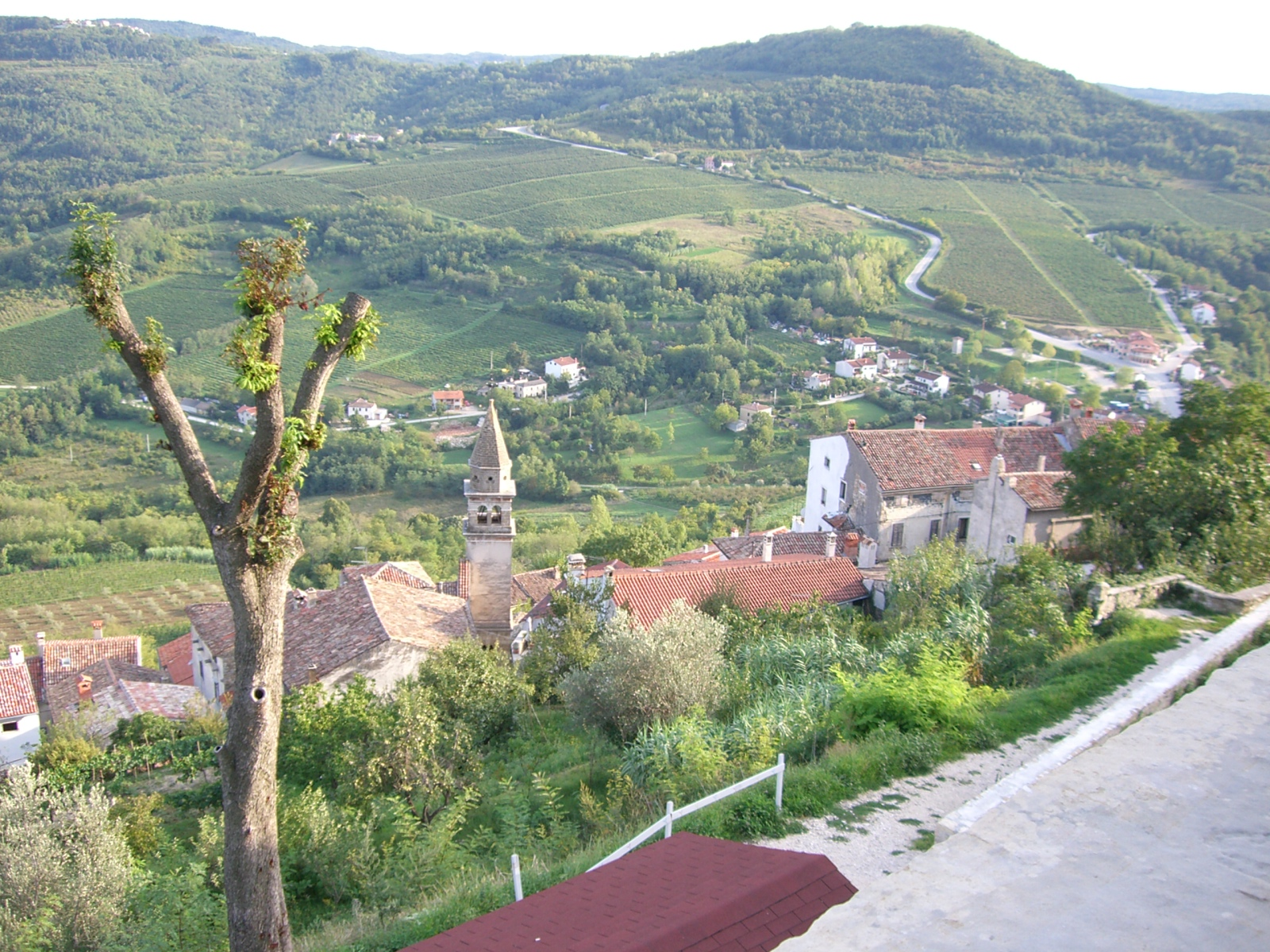
Вид на Мотовун з фортечної стіни
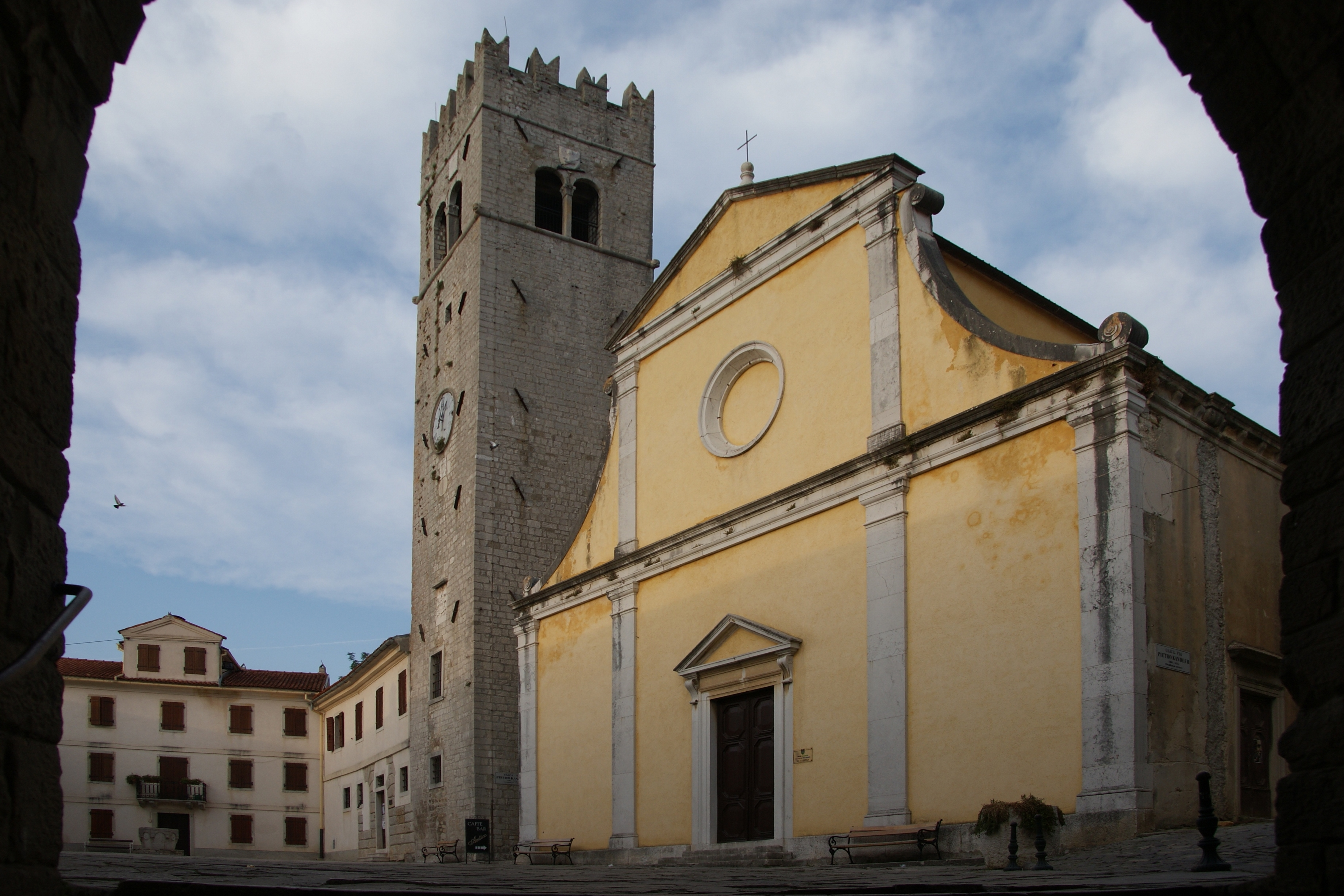
Церква та годинникова вежа Мотовуна
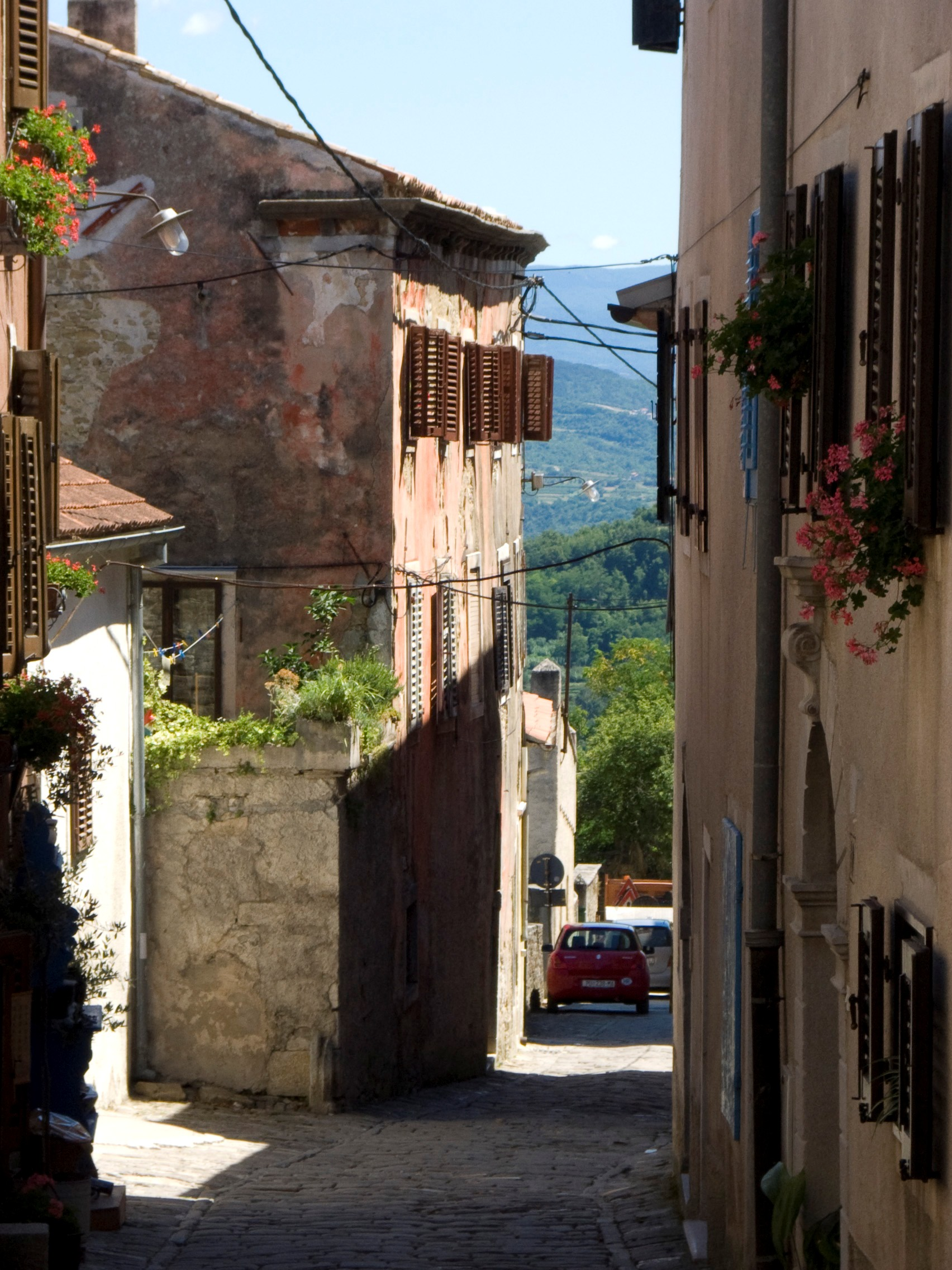
Вулиця Мотовуна
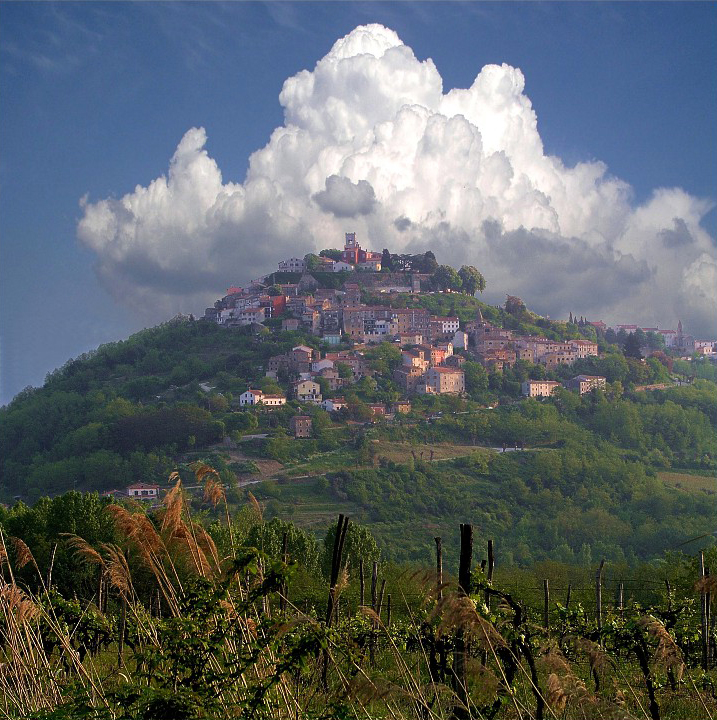
Вид на пагорб, на якому стоїть Мотовун
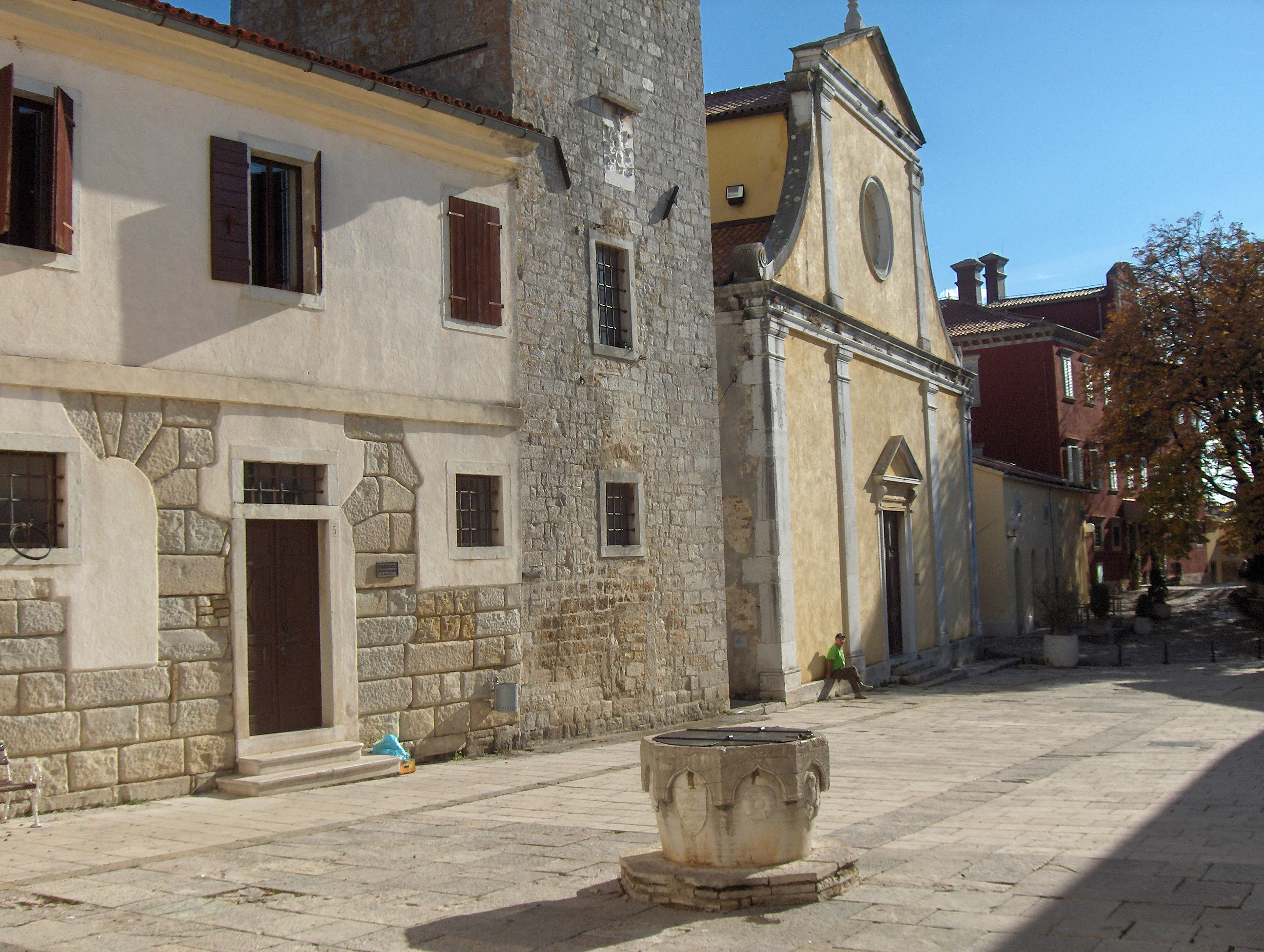
Церква Святого Стефана